# Albeuve
Albeuve (Èrbivouè  en patois fribourgeois) est une localité et une ancienne commune suisse du canton de Fribourg, située dans le district de la Gruyère.

## Histoire

Vue aérienne (1964)

Albeuve fait partie de la principauté épiscopale de Lausanne jusqu'en 1536. Dès 1536, le village fait partie du bailliage de Bulle. En plus de la localité d'Albeuve, l'ancienne commune comprend également le hameau de "Les Sciernes d'Albeuve".
En 2002, Albeuve a fusionné avec Lessoc, Montbovon et Neirivue pour former la commune de Haut-Intyamon.